# Parapropalaehoplophorus septentrionalis
O Parapropalaehoplophorus septentrionalis foi um mamífero pré-histórico ancestral do gliptodonte. Contudo, ao contrário do gliptodonte, que podia medir o tamanho de um automóvel médio, o Parapropalaehoplophorus era muito menor: pesava cerca de 90 kg e possuía cerca de 75 cm de comprimento. Viveu no Chile durante o período Mioceno, há 18 milhões de anos.